# 馬蒂爾達島
馬蒂爾達島是俄羅斯的島嶼，屬於法蘭士約瑟夫地群島的一部分，由阿爾漢格爾斯克州負責管轄，位於阿爾傑爾島以北1.2公里的北冰洋，島長少於1公里。